# Doubek
Doubek est une commune du district de Prague-Est, dans la région de Bohême-Centrale, en République tchèque. Sa population s'élevait à 492 habitants en 2020.

## Géographie
Doubek se trouve à 7 km à l'est-nord-est de Říčany et à 23 km à l'est-sud-est du centre de Prague.
La commune est limitée par Škvorec à l'ouest et au nord, par Hradešín au nord-est, par Masojedy et Doubravčice à l'est, et par Štíhlice, Mukařov et Babice au sud.

## Histoire
La première mention écrite de la localité date de 1413.